# Мокрушине (Курська область)
Мокрушине (рос. Мокрушино) — село в Біловському районі Курської області Російської Федерації.
Населення становить 554 особи. Входить до складу муніципального утворення Ільковська сільрада.

## Історія
Населений пункт розташований на території українського етнічного та культурного краю Східна Слобожанщина.
Від 2004 року входить до складу муніципального утворення Ільковська сільрада.

## Населення
| 2002 | 2010 |
| ---- | ---- |
| 780  | ↘554 |